# В’єтнамський бадмінтон

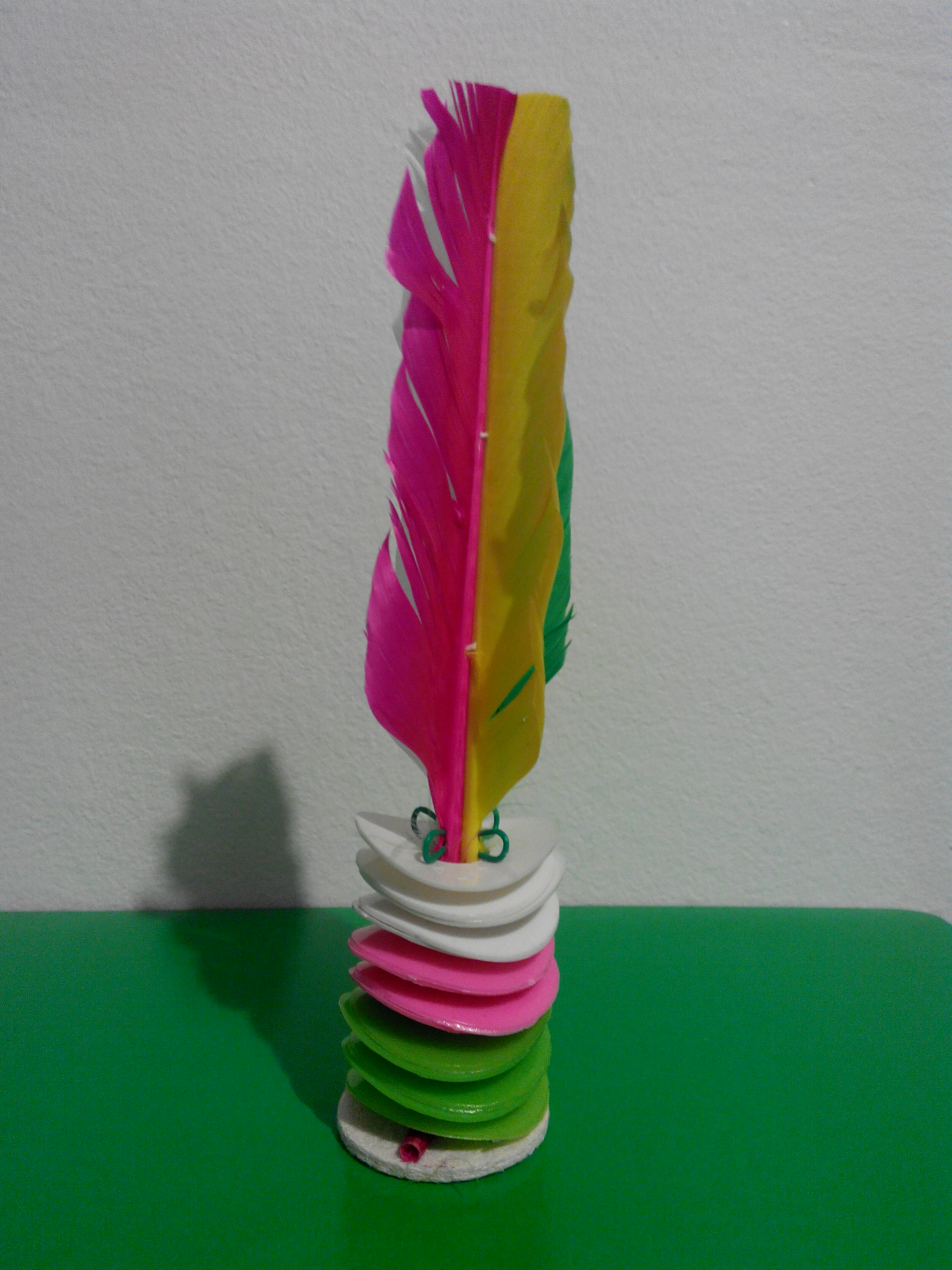
Волан для в’єтнамського бадмінтону

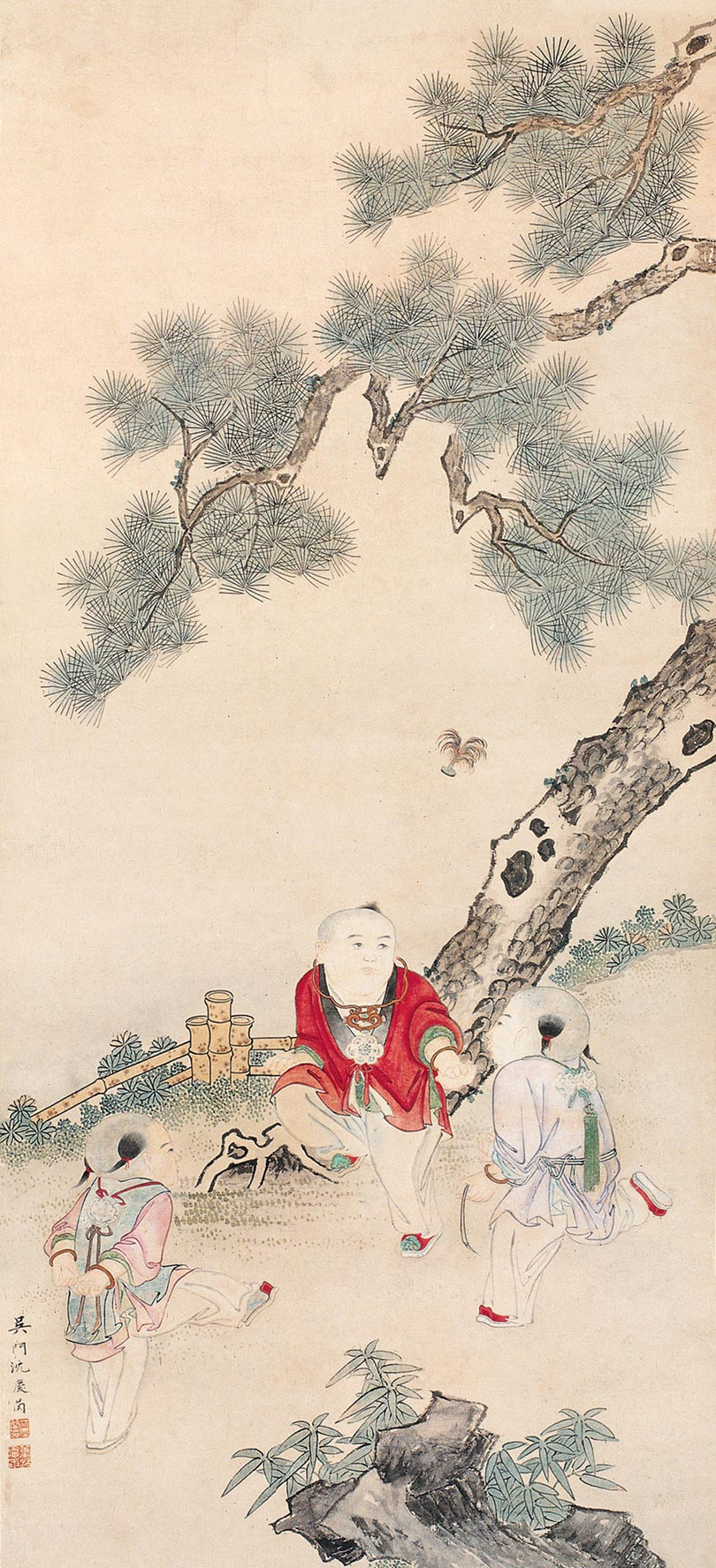
Діти грають у цзяньцзи (картина Шен Цинглан, 18-19 ст.)

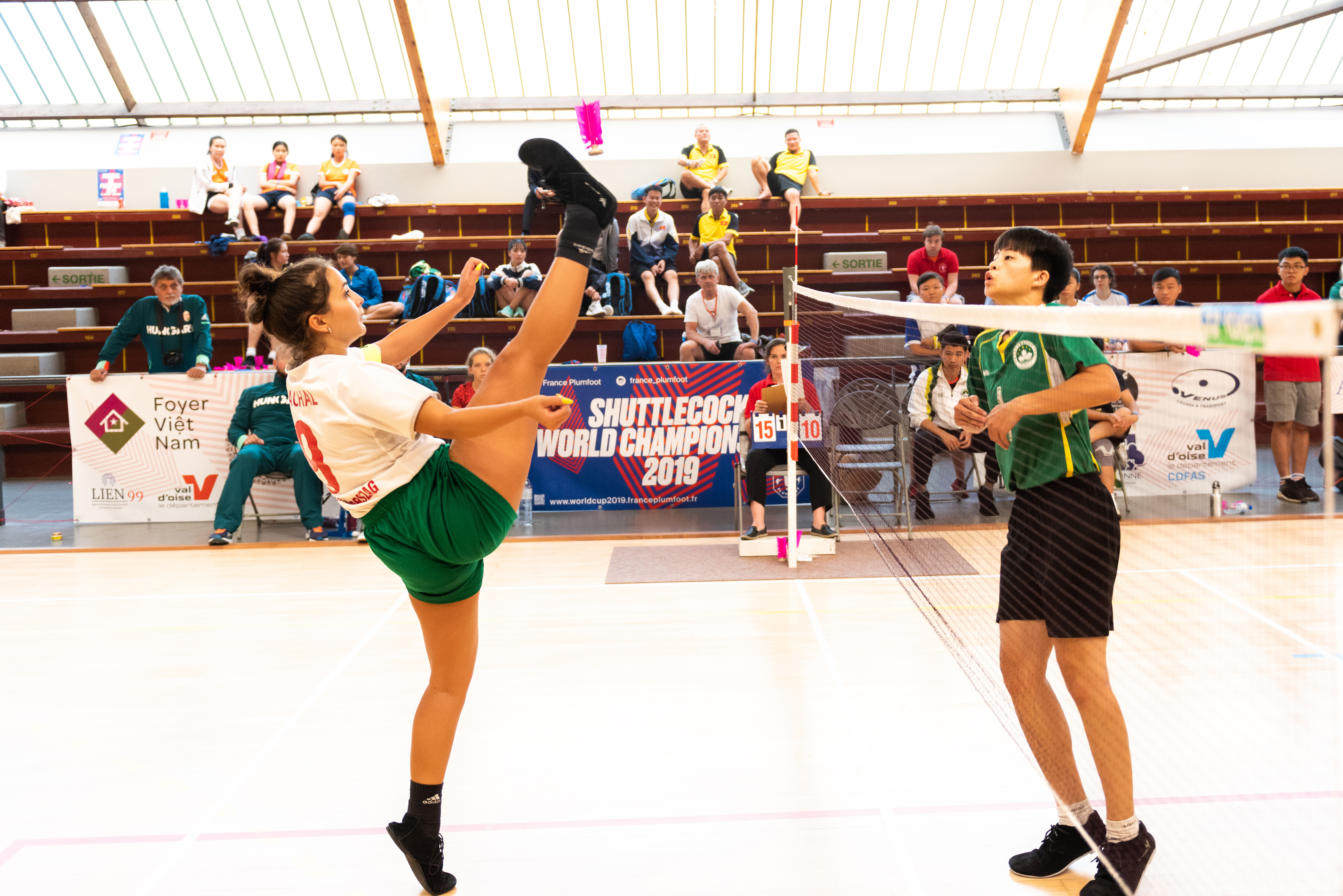
Змагання 2019 р.

В’єтнамський бадмінтон (в'єт. Đá cầu) — (кит.: 毽子/Jiànzi, також англ. Shuttlecock/Featherball) — традиційна азійська гра, а також змагальний вид спорту, схожий на футбеґ. Мета — утримувати волан у повітрі якомога довше, не даючи йому впасти на землю. Його можна бити будь-якою частиною тіла окрім рук (на відміну від подібних ігор петека та індіака).
Подібні ігри є у великій кількості країн по всьому світу, але саме у В'єтнамі ця гра є національним видом спорту.
Гра походить з В’єтнаму (5 ст. до н.е.), де його називають «Дакау». Однак витоки гри можна простежити до стародавнього Китаю (династія Хань) у грі «Цудзю», де гравці били ногами по м’ячу, до якого було прикріплено три пера. У В'єтнамі гру модифікували — м'яч замінили пластиковими кільцями, які розміщуються на трьох/чотирьох качиних пір'ях. 
У гру можна грати як за офіційними міжнародними правилами, так і просто в колі гравців на вулиці чи в парку, без вікових обмежень. Найпопулярнішими видами спорту є фрістайл і гра на корті через сітку.

## Пов’язані ігри
- Сепак-такрау — Таїланд. Грають легким ротанговим м’ячем діаметром близько 12,5 см. (Сепак малайською означає «удар», а такрау тайською означає «м’яч».)
- Цзяньцзи — Китай.
- Лянга - Казахстан.
- Індіака, або пір'яний м'яч — Європа. Грається тим же воланом, що й цзяньцзи, але на майданчику, схожому на бадмінтонний, і грається через сітку, але використовуючи тільки удари руками.
- Кемарі — Японія (період Хейан). Означає «вдарити м'яч ногою».
- Чинлон — Бірма. Неконкурентна гра, у якій використовується ротанговий м’яч і грається лише у колі, а не на корті.
- Цуцзюй — Китай. Можливий попередник як футболу, так і цзяньцзи.
- Сіпа — Філіппіни. Традиційний спорт ротанговим м’ячем, вважався національним видом спорту, до того, як його замінив арніс у грудні 2009.
- Футбеґ (сокс, хакісак, хакіса)
- Футволей — Бразилія
- Босабол — Бразилія
- Басе[en] — Норвегія
- Pili або Пламфут — Франція
- Чаптех — Сінгапур
- Джегі-Чагі — Корея

## Зовнішні посилання
- Сайт міжнародної федерації Дакау